# Rinaldo Spinelli
Rinaldo Spinelli (Lari, 16 maggio 1893 – ...) è stato un ciclista su strada italiano., professionista dal 1911 al 1927.

## Carriera
Nativo di Lari si trasferì a Livorno dove iniziò a gareggiare prima per la "Forza e Coraggio" e poi per la "Victorius". La sua prima vittoria fu la "Livorno-Viareggio-Livorno" (maggio 1910). Vinse anche la Firenze - Livorno (ottobre 1911) valida per il trofeo Peugeot.
Passò al professionismo con il Giro di Lombardia 1911, prendendo parte in seguito a molte delle principali corse del panorama ciclistico italiano.
Ebbe la sua stagione migliore nel 1914 quando chiuse al quinto posto il Giro di Romagna ed il Campionato italiano di ciclismo su strada. In quella stessa annata prese parte anche al Tour de France che concluse. Nel 1915 fu anche ottavo, e quinto fra i professionisti, al Giro di Lombardia. 
Lo scoppio della prima guerra mondiale interruppe la sua carriera proprio quando era negli anni della maturità atletica. Tornò a gareggiare nel 1919 ottenendo qualche buon risultato in particolare al Giro dei Tre Mari in cui vinse una tappa concludendo al terzo posto la classifica generale.
Nel 1923 partecipa al suo ultimo Giro d'Italia ma si deve ritirare per una grave malattia che aveva colpito il figlio.
Nel 1924 si trasferisce in Francia dove riprende la sua carriera ciclistica prima nelle fila del Velo Club Aubagne e poi, 1927, nel Velo Club Marseille. Nell'aprile 1924 partecipa alla Bordeaux - Marseille, corsa a tappe di tre giorni, classificandosi ottavo a pari merito nella prima tappa. 
Nel 1925 troviamo Rinaldo Spinelli 23° nella generale finale del Tour de Sud-Est, breve gara a tappe francese che si corse con arrivo e partenza a Marseille.
Nel 1927 il suo nome appare tra i piazzati nella settima e ottava tappa della  quarta edizione del Tour de Sud-Est - Cyrcuit du Byrrh
Le ultime notizie su Rinaldo Spinelli sono la sua partecipazione al Grand Prix e Challange Gustave Ganay a Marseille nel 1928.
Poi si perdono le tracce di questo valoroso campione ciclista.

## Palmares
- 1919

7ª tappa Giro dei Tre Mari (Catanzaro > Crotone)

## Piazzamenti

### Grandi giri
- Giro d'Italia

1912: ritirato
1913: ritirato
1914: ritirato
1919: ritirato
1920: ritirato
1921: 21º
1923: ritirato
- Tour de France

1914: 44º

### Classiche monumento
- Milano-Sanremo

1912: 45º
1913: 27º
1914: 15º
1921: 16º
- Giro di Lombardia

1911: 45º
1914: 24º
1915: 8º